# Lingua tshiluba
Il tshiluba o luba-Kasai è una lingua bantu dell'Africa centrale.

## Classificazione
All'interno del gruppo delle lingue bantu, viene classificata nel sottogruppo delle lingue luba, all'interno della zona L, che comprende altre parlate simili della zona del bacino del Congo.

## Distribuzione
Il tshiluba, anche conosciuto come luba (tshi è il prefisso che indica una lingua) o Luba-Kasai, viene parlato in una vasta area della Repubblica Democratica del Congo, prevalentemente nelle due province del Kasai occidentale e del Kasai orientale dove costituisce una importante lingua franca; viene ufficialmente riconosciuta come lingua nazionale nel territorio della Rep. Dem. del Congo, insieme con lo swahili, il lingala e il kongo..

## Varianti
La lingua si compone di due varianti principali: occidentale nel Kasai occidentale e orientale nel Kasai orientale.
| Variante occidentale | Variante orientale | Italiano                    |
| -------------------- | ------------------ | --------------------------- |
| meme                 | mema               | io/me                       |
| ne                   | ni                 | con, insieme a              |
| nzolo                | nzolu              | pollo                       |
| bionso               | bionsu             | tutto (tutte le cose)       |
| luepu                | mukela (e)         | sale                        |
| kapia                | mudilu             | fuoco                       |
| malaba               | makelela           | ieri/domani/un altro giorno |
| lupepe               | luhepa             | vento/aria                  |
| bimpe                | bimpa              | bene                        |
| moyo                 | wetu awu           | ciao/buon giorno            |

Le due varianti sono comprese in entrambe le province. La variante normalizzata è quella in cui è scritta la Bibbia da parte dell'Arcidiocesi di Kananga.
Esiste un'altra lingua con lo stesso nome (luba), parlata nella provincia del Katanga dalla popolazione dei baluba (o semplicemente luba), che viene perciò detta Luba-Katanga (nome nativo kiluba, dove il prefisso ki ha lo stesso significato di tshi).